# Arina
Arinas ou benzinas  são espécies químicas altamente reativas derivadas de uma anel aromático pela remoção de dois substituintes orto.